# Robert Emmet
Robert Emmet (Dublín, 4 de marzo de 1778-Dublín, 20 de septiembre de 1803) fue un nacionalista irlandés, cabecilla de la rebelión irlandesa de 1803, por la que fue detenido, juzgado y ejecutado.
Emmet nació en Dublín, Irlanda en 1778. Su padre sirvió como cirujano al Señor Teniente de Irlanda y a los miembros de la Familia Real británica en su visita a Irlanda, pero a pesar de su posición privilegiada en la sociedad irlandesa Emmet, como muchos de sus contemporáneos, fue atraído a la política revolucionaria republicana.
Inicia su educación en el Trinity College de Dublín, momento en el que se incorpora a la sociedad patriótica denominada Sociedad de irlandeses Unidos. Este grupo inicialmente hacía campaña parlamentaria para la reforma y el fin de la discriminación religiosa contra los católicos (aunque Emmet y muchos irlandeses eran protestantes). Sin embargo, la sociedad fue prohibida tras la declaración de guerra entre los revolucionarios franceses y los británicos en 1793. Es a partir de este año cuando la sociedad se vio obligada a pasar a la clandestinidad y dedicar sus esfuerzos a la consecución de la independencia irlandesa con ayuda francesa. En 1798 se inicia la rebelión pero es frustrada y muchos de sus miembros se ven obligados a huir a Francia.
Thomas Addis Emmet, hermano de Robert Emmet, era un alto funcionario de la sociedad de los irlandeses Unidos y tuvo que huir a Francia para escapar de la persecución por traición. La rebelión de 1798 fue aplastada pero Emmet y otros buscaron exilio en Francia, uniéndose a los grupos de revolucionarios emigrados a París.
En 1802 durante un breve período de calma en las guerras napoleónicas, Emmet se unió a la delegación irlandesa para pedir el apoyo de Napoleón. Sin embargo, la delegación regresó sin éxito.

## Rebelión
Cuando se renovó el conflicto europeo, en mayo de 1803, Emmet regresó a Irlanda y, junto con otros revolucionarios como Thomas Russell y James Hope, se prepara para iniciar una nueva rebelión. Emmet comenzó a fabricar armas y explosivos en una serie de locales de Dublín e incluso innovó un sistema para ocultarlos con una bisagra.
Al contrario que en 1798, los preparativos para el levantamiento se ocultaron con éxito, hasta que una explosión prematura en uno de los sistemas de depósitos de Emmet mató a un hombre y Emmet se vio obligado a adelantar la fecha de la revuelta antes de que este hecho despertara las sospechas de las autoridades.
Emmet no pudo conseguir la ayuda de los rebeldes de Wicklow liderados por Michael Dwyer y muchos rebeldes de Kildare que habían llegado tuvieron que regresar debido a la escasez de armas de fuego que se les había prometido, pero la rebelión siguió adelante estallando en Dublín en la noche del 23 de julio de 1803. 
El hecho de no aprovechar la poca vigilancia del Castillo de Dublín, que se contenía una ligera guardia, el motín se dirigió hacia la zona de la calle Thomas. El Señor Presidente del Tribunal Supremo de Irlanda, Señor Kilwarden, que fue el fiscal principal en el juicio a William Orr en 1797, sino también el juez que concedió el habeas corpus a Wolfe Tone en 1798, fue arrastrado de su transporte y asesinado a machetazos. Emmet personalmente fue testigo de que se desmontó a un soldado de su caballo y se le dio muerte en el suelo, esta visión le llevó a cancelar la rebelión a fin de evitar más derramamiento de sangre.
En su huida se refugió en la casa de  John Philpot Curran, otro nacionalista irlandés.

## Muerte

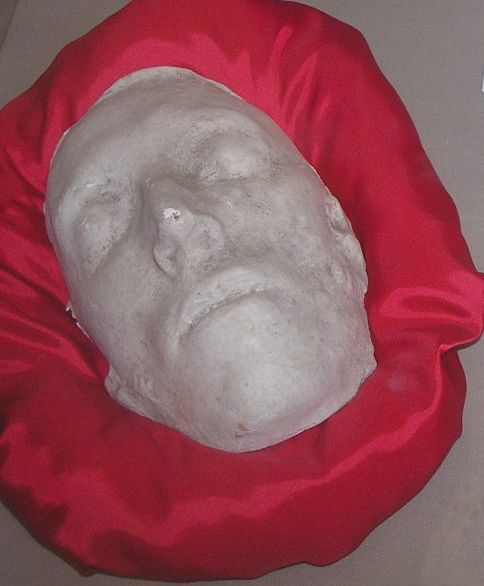
Máscara mortuoria de Robert Emmet

Tras ser detenido es juzgado y acusado de traición. Es condenado a morir en la horca. El 20 de septiembre de 1803 es ahorcado en Dublín.
Emmet se escondió pero el 25 de agosto fue apresado cerca de Harold´s cross cerca del emplazamiento en dónde vivía su amada Sarah Curran.
El 19 de septiembre fue juzgado, reparando la Corona las deficiencias en su caso con el pago de 200 libras y una pensión al abogado defensor Leonard Macnally. Su asistente en el juicio Peter Burrowes no se dejó comprar y abogó el caso lo mejor que podía.
Tras ser condenado, Emmet pronunció un discurso, llamado el Speech from the Dock, que es especialmente recordado por su cierre de la sentencia y aseguró su fama póstuma entre los republicanos irlandeses ejecutados. Sin embargo, no hay versión definitiva escrita por el mismo Emmet.

Let no man write my epitaph; for as no man who knows my motives dares now vindicate them, let not prejudice or ignorance asperse them. When my country takes her place among the nations of the earth then and not till then, let my epitaph be written.
Que nadie escriba mi epitafio, por que nadie que conoce mis motivos se atreve ahora a reivindicarlos, no dejéis que el prejuicio o la ignorancia los difunda. Cuando mi país tome su lugar entre las naciones de la tierra entonces y sólo entonces, dejad que mi epitafio sea escrito.

Una versión del discurso anterior fue publicado en 1818, en una biografía sobre el padre de Sarah, John Curran, haciendo hincapié en que el epitafio Emmet se escribe en la reivindicación de su carácter, y no específicamente cuando Irlanda ocupe su lugar como nación. Está cerrado: 

Estoy aquí dispuesto a morir. No me permiten reivindicar mi persona, y como nadie se atreverá a reivindicar mi persona, y como se me impide reivindicarme a mi mismo, no dejeis que nadie se atreva calumniarme. Dejad que mi persona y mis motivos reposen en la oscuridad y la paz, hasta que otros tiempos y otros hombres puedan hacerles justicia. Entonces mi persona será reivindicada y podrá mi epitafio ser escrito.

El 20 de septiembre de Emmet fue ejecutado en la horca y siendo decapitado en Thomas Street. Los restos fueron enterrados en secreto. El paradero de sus restos ha seguido siendo un misterio. Se sospecha que había sido enterrado en secreto en la bóveda de una iglesia anglicana de Dublín. Cuando la bóveda fue inspeccionado en la década de 1950, se encontró un cadáver sin cabeza que no pudo ser identificado, pero se sospecha que son los restos de Emmet. En la década de 1980 la iglesia se transformó en un club nocturno y todos los féretros se retiraron de la bóveda.

## Legado
Aunque la rebelión de Emmet fue un completo fracaso, este se convirtió en una figura heroica en la historia irlandesa. Su discurso desde el banquillo de los acusados es ampliamente citado y recordado, sobre todo entre los nacionalistas irlandeses. El ama de llaves de Emmet, Anne Devlin, también es recordada en la historia irlandesa por soportar la tortura sin dar información a las autoridades.
Robert Emmet escribió una carta desde su celda en la cárcel de Kilmainham, Dublín, el 8 de septiembre de 1803. La carta fue dirigida a «Miss Sarah Curran, el Priorato, Rathfarnham», y fue entregada a un funcionario de prisiones, George Dunn, en quien confiaba para estos servicios. Dunn le traicionó y dio la carta a las autoridades del gobierno, una acción que casi le costó la  vida a Sarah Curran. 
Su intento de ocultarse cerca de Sarah Curran, que le costó la vida, y su partida a su carta lo convirtió en un personaje romántico, que en la época del romanticismo de la época victoriana prolongó su fama.
Su historia se convirtió en el tema de la etapa de los melodramas durante el siglo XIX.
El hermano mayor de Robert Emmet, Thomas Addis Emmet tuvo que emigrar a los Estados Unidos poco después de la ejecución de Robert y eventualmente sirvió como fiscal general del estado de Nueva York. 
Descendientes suyos son sus los destacados retratistas de América Móvil Lydia Emmet, Rosina Emmet Sherwood, de Glehn Emmet Jane Ellen y Emmet Rand. Sobrino era el dramaturgo americano Robert Emmet Sherwood.